# Espagne aux Jeux olympiques d'hiver de 1948
Cet article contient des informations sur la participation et les résultats de l'Espagne aux Jeux olympiques d'hiver de 1948 à Saint-Moritz en Suisse. L'Espagne était représentée par 6 athlètes. La délégation espagnole n'a pas récolté de médaille.